# Saint-Maurice-de-Beynost
Saint-Maurice-de-Beynost település Franciaországban, Ain megyében. Lakosainak száma 4243 fő (2022. január 1.). Saint-Maurice-de-Beynost Beynost, Miribel, Tramoyes és Meyzieu községekkel határos.

## Népesség
A település népessége az elmúlt években az alábbi módon változott:
| Lakosok száma | 2695 | 3503 | 3468 | 3903 | 3903 | 3963 | 3967 | 3962 | 4066 | 4243 |
|               | 1968 | 1982 | 1990 | 2006 | 2013 | 2015 | 2017 | 2019 | 2020 | 2022 |